# Eupithecia supercastigata
Eupithecia supercastigata är en fjärilsart som beskrevs av Inoue 1958. Eupithecia supercastigata ingår i släktet Eupithecia och familjen mätare. Inga underarter finns listade i Catalogue of Life.